# Torneo Apertura 2020 (Uruguay)
El Torneo Apertura 2020 constituyó el primer certamen del 117.º Campeonato de Primera División del fútbol uruguayo organizado por la AUF. El torneo fue nombrado Sr. Mateo Giri, presidente de Wanderers entre 1971 y 1984.

## Participantes

### Información de equipos
Un total de 16 equipos disputarán el campeonato, incluyendo 13 equipos de la Primera División de Uruguay 2019 y tres ascendidos desde la Segunda División de Uruguay 2019.
Todos los datos estadísticos corresponden únicamente a los Campeonatos Uruguayos organizados por la Asociación Uruguaya de Fútbol, no se incluyen los torneos de la FUF de 1923, 1924 ni el Torneo del Consejo Provisorio 1926 en las temporadas contadas. Las fechas de fundación de los equipos son las declaradas por los propios clubes implicados. A su vez, la columna "estadio" refleja el estadio dónde el equipo más veces oficia de local en sus partidos, pero no indica que el equipo en cuestión sea propietario del mismo.
| Equipo               | Ciudad                 | Estadio                      | Capacidad | Fundación                | Temporadas | Temp. Consecutivas | Títulos | Subtítulos | 2019 |
| -------------------- | ---------------------- | ---------------------------- | --------- | ------------------------ | ---------- | ------------------ | ------- | ---------- | ---- |
| Nacional             | Montevideo             | Gran Parque Central          | 34 000    | 14 de mayo de 1899       | 115        | 115                | 47      | 44         | 1°   |
| Peñarol              | Montevideo             | Campeón del Siglo            | 40 005    | 28 de septiembre de 1891 | 114        | 91                 | 50      | 41         | 2°   |
| Cerro Largo          | Melo                   | Ubilla                       | 10.000    | 19 de noviembre de 2002  | 6          | 2                  | —       | —          | 3°   |
| Progreso             | Montevideo             | Abraham Paladino             | 5 400     | 30 de abril de 1917      | 23         | 3                  | 1       | —          | 4°   |
| Liverpool            | Montevideo             | Belvedere                    | 8 384     | 15 de febrero de 1915    | 77         | 4                  | —       | —          | 5°   |
| Plaza Colonia        | Colonia del Sacramento | Juan Gaspar Prandi           | 6 000     | 22 de abril de 1917      | 10         | 2                  | —       | —          | 6°   |
| River Plate          | Montevideo             | Parque Federico Omar Saroldi | 5.165     | 11 de mayo de 1932       | 71         | 16                 | —       | 1          | 7°   |
| Fénix                | Montevideo             | Parque Capurro               | 5 500     | 7 de julio de 1916       | 38         | 11                 | —       | —          | 8°   |
| Boston River         | Florida                | Campeones Olímpicos          | 7 000     | 20 de febrero de 1939    | 4          | 4                  | —       | —          | 9°   |
| Montevideo Wanderers | Montevideo             | Parque Alfredo Víctor Viera  | 15 000    | 15 de agosto de 1902     | 103        | 20                 | 3       | 8          | 10°  |
| Defensor Sporting    | Montevideo             | Luis Franzini                | 16 000    | 15 de marzo de 1913      | 93         | 55                 | 4       | 8          | 11°  |
| Danubio              | Montevideo             | María Mincheff de Lazaroff   | 18 000    | 1 de marzo de 1932       | 70         | 50                 | 4       | 3          | 12°  |
| Cerro                | Montevideo             | Luis Tróccoli                | 25 000    | 1 de diciembre de 1922   | 74         | 13                 | —       | 1          | 13°  |
| Montevideo City      | Montevideo             | Centenario                   | 60 235    | 26 de diciembre de 2007  | 2          | —                  | —       | —          |      |
| Deportivo Maldonado  | Maldonado              | Domingo Burgueño Miguel      | 25 000    | 25 de agosto de 1928     | 7          | —                  | —       | —          |      |
| Rentistas            | Montevideo             | Complejo Rentistas           | 10.600    | 26 de marzo de 1933      | 26         | —                  | —       | —          |      |

## Clasificación

### Tabla de posiciones
| Pos.                                                      |  | Equipos                | PJ | PG | PE | PP | GF | GC | DG  | Puntos |
| --------------------------------------------------------- |  | ---------------------- | -- | -- | -- | -- | -- | -- | --- | ------ |
| 1º                                                        |  | Nacional (D)           | 15 | 7  | 7  | 1  | 27 | 16 | +11 | 28     |
| 2º                                                        |  | Rentistas (D)          | 15 | 7  | 7  | 1  | 26 | 15 | +11 | 28     |
| 3°                                                        |  | Montevideo City Torque | 15 | 7  | 4  | 4  | 21 | 16 | +5  | 25     |
| 4º                                                        |  | Peñarol                | 15 | 6  | 6  | 3  | 19 | 15 | +4  | 24     |
| 5º                                                        |  | Cerro Largo            | 15 | 6  | 6  | 3  | 19 | 17 | +2  | 24     |
| 6º                                                        |  | Defensor Sporting      | 15 | 5  | 6  | 4  | 16 | 20 | −4  | 21     |
| 7º                                                        |  | Montevideo Wanderers   | 15 | 5  | 5  | 5  | 16 | 16 | 0   | 20     |
| 8º                                                        |  | Deportivo Maldonado    | 15 | 5  | 5  | 5  | 16 | 20 | −4  | 20     |
| 9º                                                        |  | Liverpool              | 15 | 5  | 4  | 6  | 22 | 25 | −3  | 19     |
| 10º                                                       |  | Fénix                  | 15 | 3  | 9  | 3  | 19 | 17 | +2  | 18     |
| 11º                                                       |  | Progreso               | 15 | 4  | 4  | 7  | 21 | 20 | +1  | 16     |
| 12º                                                       |  | River Plate            | 15 | 3  | 6  | 6  | 17 | 18 | −1  | 15     |
| 13º                                                       |  | Plaza Colonia          | 15 | 3  | 6  | 6  | 14 | 18 | −4  | 15     |
| 14º                                                       |  | Danubio                | 15 | 3  | 5  | 7  | 12 | 17 | −5  | 14     |
| 15º                                                       |  | Cerro                  | 15 | 3  | 5  | 7  | 13 | 21 | −8  | 14     |
| 16°                                                       |  | Boston River           | 15 | 2  | 7  | 6  | 14 | 21 | −7  | 13     |
| Actualizado al último partido disputado el 11 de octubre. |  |                        |    |    |    |    |    |    |     |        |

|  | Clasificado a un desempate para determinar el campeón del Torneo Apertura. El campeón clasifica a la semifinal del Campeonato Uruguayo. |

#### Desempate
Se jugó un partido de desempate para decidir el ganador del Torneo Apertura, dado que los dos primeros equipos ubicados en la tabla del torneo igualaron en cantidad de puntos obtenidos.
| Definición del Torneo Apertura; 14 de octubre de 2020 | Nacional | 0:1 (0:0, 0:0) (t. s.) | Rentistas (C) | Estadio Centenario, Montevideo                          |                                                         |
| 20:00 (UTC-3)                                         |          | Reporte                | Vega 92'      | Asistencia: 0 espectadores Árbitro(s): Daniel Rodríguez | Asistencia: 0 espectadores Árbitro(s): Daniel Rodríguez |
| Primer título de Primera División de Rentistas.       |          |                        |               |                                                         |                                                         |

### Evolución de la clasificación
| Jornada / Equipo     | 1  | 2  | 3  | 4  | 5  | 6  | 7  | 8  | 9  | 10 | 11 | 12 | 13 | 14 | 15 |
| Jornada / Equipo     |    |    |    |    |    |    |    |    |    |    |    |    |    |    |    |
| -------------------- | -- | -- | -- | -- | -- | -- | -- | -- | -- | -- | -- | -- | -- | -- | -- |
| Rentistas            | 2  | 1  | 1  | 1  | 1  | 1  | 1  | 2  | 2  | 1  | 1  | 1  | 2  | 2  | 1  |
| Nacional             | 16 | 15 | 14 | 13 | 9  | 5  | 4  | 4  | 3  | 2  | 2  | 2  | 1  | 1  | 2  |
| Montevideo City      | 15 | 8  | 7  | 3  | 5  | 10 | 5  | 3  | 4  | 7  | 4  | 5  | 3  | 3  | 3  |
| Peñarol              | 4  | 9  | 9  | 8  | 4  | 7  | 9  | 6  | 7  | 5  | 6  | 7  | 5  | 5  | 4  |
| Cerro Largo          | 5  | 3  | 3  | 6  | 7  | 3  | 6  | 9  | 5  | 4  | 5  | 3  | 4  | 4  | 5  |
| Defensor Sporting    | 9  | 4  | 4  | 10 | 12 | 8  | 12 | 11 | 9  | 9  | 8  | 9  | 8  | 8  | 6  |
| Montevideo Wanderers | 10 | 6  | 6  | 2  | 3  | 2  | 2  | 1  | 1  | 3  | 3  | 4  | 6  | 6  | 7  |
| Deportivo Maldonado  | 12 | 12 | 16 | 15 | 16 | 12 | 10 | 10 | 8  | 6  | 7  | 6  | 7  | 7  | 8  |
| Liverpool            | 6  | 5  | 5  | 7  | 6  | 11 | 8  | 8  | 11 | 12 | 10 | 8  | 10 | 11 | 9  |
| Fénix                | 7  | 14 | 13 | 12 | 13 | 15 | 11 | 12 | 14 | 15 | 11 | 10 | 11 | 9  | 10 |
| Progreso             | 1  | 2  | 2  | 4  | 2  | 4  | 3  | 5  | 6  | 8  | 9  | 11 | 9  | 10 | 11 |
| River Plate          | 8  | 10 | 10 | 5  | 8  | 9  | 13 | 13 | 15 | 11 | 12 | 13 | 16 | 16 | 12 |
| Plaza Colonia        | 14 | 11 | 11 | 14 | 10 | 6  | 7  | 7  | 10 | 13 | 14 | 12 | 12 | 12 | 13 |
| Danubio              | 13 | 16 | 15 | 16 | 14 | 16 | 16 | 15 | 12 | 10 | 13 | 14 | 14 | 13 | 14 |
| Cerro                | 11 | 13 | 12 | 9  | 11 | 13 | 14 | 14 | 16 | 16 | 16 | 16 | 13 | 15 | 15 |
| Boston River         | 3  | 7  | 8  | 11 | 15 | 14 | 15 | 16 | 13 | 14 | 15 | 15 | 15 | 14 | 16 |

### Fixture
| Deportivo Maldonado | 1:2 | Boston River      | Domingo Burgueño Miguel     | 15 de febrero | 17:00 | Diego Dunajec    |
| Montevideo City     | 1:3 | Progreso          | Centenario                  | 15 de febrero | 17:00 | Antonio García   |
| Peñarol             | 2:1 | Cerro             | Campeón del Siglo           | 15 de febrero | 18:00 | Diego Riveiro    |
| Wanderers           | 0:0 | Defensor Sporting | Parque Alfredo Víctor Viera | 15 de febrero | 20:00 | Andrés Matonte   |
| River Plate         | 2:2 | Fénix             | Parque Saroldi              | 16 de febrero | 17:00 | Esteban Ostojich |
| Rentistas           | 2:0 | Nacional          | Centenario                  | 16 de febrero | 19:30 | Daniel Rodríguez |
| Cerro Largo         | 1:0 | Danubio           | Antonio Ubilla              | 16 de febrero | 20:00 | Jonathan Fuentes |
| Liverpool           | 1:0 | Plaza Colonia     | Belvedere                   | 19 de febrero | 17:00 | José Burgos      |

| Cerro             | 0:0 | River Plate         | Luis Tróccoli          | 22 de febrero | 17:00 | Nicolás Vignolo    |
| Boston River      | 2:3 | Rentistas           | Campeones Olímpicos    | 22 de febrero | 17:00 | Andrés Matonte     |
| Nacional          | 2:2 | Cerro Largo         | Centenario             | 22 de febrero | 20:00 | Andrés Cunha       |
| Liverpool         | 1:1 | Deportivo Maldonado | Belvedere              | 23 de febrero | 17:00 | Oscar Rojas        |
| Progreso          | 2:2 | Plaza Colonia       | Abraham Paladino       | 23 de febrero | 17:00 | Pablo Giménez      |
| Danubio           | 0:1 | Wanderers           | Jardines del Hipódromo | 23 de febrero | 17:00 | Federico Modernell |
| Defensor Sporting | 2:1 | Peñarol             | Luis Franzini          | 23 de febrero | 20:00 | Daniel Fedorczuk   |
| Fénix             | 1:3 | Montevideo City     | Parque Capurro         | 26 de febrero | 17:00 | Yimmy Álvarez      |

| Rentistas       | 4:1 | Deportivo Maldonado | Complejo Rentistas          | 7 de marzo | 17:00 | Antonio García     |
| Plaza Colonia   | 1:1 | Fénix               | Parque Juan Prandi          | 7 de marzo | 17:00 | Daniel Rodríguez   |
| Montevideo City | 1:1 | Cerro               | Parque Capurro              | 7 de marzo | 17:00 | José Burgos        |
| Peñarol         | 1:1 | Danubio             | Campeón del Siglo           | 7 de marzo | 20:00 | Leodán González    |
| River Plate     | 1:1 | Defensor Sporting   | Parque Saroldi              | 8 de marzo | 17:00 | Christian Ferreyra |
| Liverpool       | 1:1 | Progreso            | Belvedere                   | 8 de marzo | 17:00 | Andrés Cunha       |
| Cerro Largo     | 0:0 | Boston River        | Antonio Ubilla              | 8 de marzo | 20:00 | Yimmy Álvarez      |
| Wanderers       | 2:2 | Nacional            | Parque Alfredo Víctor Viera | 8 de marzo | 20:00 | Esteban Ostojich   |

| Rentistas           | 1:1 | Liverpool       | Complejo Rentistas      | 8 de agosto | 9:45  | Leodán González    |
| Cerro               | 1:0 | Plaza Colonia   | Luis Tróccoli           | 8 de agosto | 12:00 | Daniel Fedorczuk   |
| Danubio             | 1:3 | River Plate     | Jardines del Hipódromo  | 8 de agosto | 14:30 | Andrés Cunha       |
| Defensor Sporting   | 0:2 | Montevideo City | Luis Franzini           | 8 de agosto | 17:30 | Diego Dunajec      |
| Deportivo Maldonado | 1:1 | Cerro Largo     | Domingo Burgueño Miguel | 8 de agosto | 20:00 | Andrés Matonte     |
| Fénix               | 1:1 | Progreso        | Charrúa                 | 8 de agosto | 20:00 | Jonathan Fuentes   |
| Boston River        | 0:2 | Wanderers       | Parque Capurro          | 9 de agosto | 11:15 | Gustavo Tejera     |
| Nacional            | 1:1 | Peñarol         | Centenario              | 9 de agosto | 15:00 | Christian Ferreyra |

| Plaza Colonia   | 2:0 | Defensor Sporting   | Parque Juan Prandi          | 14 de agosto | 15:00 | Andrés Matonte     |
| Montevideo City | 1:2 | Danubio             | Charrúa                     | 14 de agosto | 17:30 | Daniel Fedorczuk   |
| Liverpool       | 2:2 | Fénix               | Belvedere                   | 15 de agosto | 12:00 | Gustavo Tejera     |
| River Plate     | 2:3 | Nacional            | Parque Saroldi              | 15 de agosto | 15:00 | Leodán González    |
| Wanderers       | 2:2 | Deportivo Maldonado | Parque Alfredo Víctor Viera | 15 de agosto | 17:30 | Diego Riveiro      |
| Progreso        | 2:0 | Cerro               | Abraham Paladino            | 16 de agosto | 12:00 | Fernando Falce     |
| Cerro Largo     | 1:1 | Rentistas           | Antonio Ubilla              | 16 de agosto | 15:00 | Christian Ferreyra |
| Peñarol         | 2:0 | Boston River        | Campeón del Siglo           | 16 de agosto | 17:30 | Esteban Ostojich   |

| Boston River        | 1:1 | River Plate     | Centenario              | 19 de agosto | 10:15 | Daniel Rodríguez   |
| Rentistas           | 0:0 | Wanderers       | Complejo Rentistas      | 19 de agosto | 12:30 | Diego Dunajec      |
| Danubio             | 0:1 | Plaza Colonia   | Jardines del Hipódromo  | 19 de agosto | 15:00 | Christian Ferreyra |
| Deportivo Maldonado | 2:0 | Peñarol         | Domingo Burgueño Miguel | 19 de agosto | 15:00 | Pablo Giménez      |
| Defensor Sporting   | 2:1 | Progreso        | Luis Franzini           | 19 de agosto | 17:30 | Gustavo Tejera     |
| Cerro               | 2:2 | Fénix           | Luis Tróccoli           | 20 de agosto | 12:00 | Leodán González    |
| Cerro Largo         | 4:3 | Liverpool       | Antonio Ubilla          | 20 de agosto | 15:00 | Esteban Ostojich   |
| Nacional            | 2:0 | Montevideo City | Gran Parque Central     | 20 de agosto | 17:30 | Andrés Matonte     |

| Progreso        | 1:0 | Danubio             | Abraham Paladino            | 22 de agosto | 12:00 | Esteban Ostojich   |
| River Plate     | 0:1 | Deportivo Maldonado | Parque Saroldi              | 22 de agosto | 15:00 | Christian Ferreyra |
| Peñarol         | 2:2 | Rentistas           | Campeón del Siglo           | 22 de agosto | 17:30 | Gustavo Tejera     |
| Fénix           | 5:0 | Defensor Sporting   | Parque Capurro              | 23 de agosto | 10:15 | Oscar Rojas        |
| Montevideo City | 2:0 | Boston River        | Charrúa                     | 23 de agosto | 12:30 | Leodán González    |
| Liverpool       | 1:0 | Cerro               | Belvedere                   | 23 de agosto | 12:30 | Nicolás Vignolo    |
| Plaza Colonia   | 0:0 | Nacional            | Parque Juan Prandi          | 23 de agosto | 15:00 | Daniel Fedorczuk   |
| Wanderers       | 1:0 | Cerro Largo         | Parque Alfredo Víctor Viera | 23 de agosto | 17:30 | Antonio García     |

| Danubio             | 2:0 | Fénix           | Jardines del Hipódromo      | 26 de agosto     | 10:00 | Diego Dunajec      |
| Boston River        | 0:0 | Plaza Colonia   | Centenario                  | 26 de agosto     | 12:30 | Diego Riveiro      |
| Deportivo Maldonado | 0:3 | Montevideo City | Domingo Burgueño Miguel     | 26 de agosto     | 17:15 | Esteban Ostojich   |
| Nacional            | 2:1 | Progreso        | Gran Parque Central         | 26 de agosto     | 20:15 | Christian Ferreyra |
| Defensor Sporting   | 1:1 | Cerro           | Luis Franzini               | 27 de agosto     | 15:00 | José Burgos        |
| Wanderers           | 2:0 | Liverpool       | Parque Alfredo Víctor Viera | 27 de agosto     | 17:15 | Daniel Fedorczuk   |
| Peñarol             | 2:0 | Cerro Largo     | Campeón del Siglo           | 27 de agosto     | 20:15 | Andrés Matonte     |
| Rentistas           | 2:1 | River Plate     | Complejo Rentistas          | 16 de septiembre | 15:00 | Pablo Giménez      |

| Plaza Colonia   | 1:2 | Deportivo Maldonado | Parque Juan Prandi | 29 de agosto | 12:00 | Santiago Motta     |
| Fénix           | 1:2 | Nacional            | Parque Capurro     | 29 de agosto | 15:00 | Esteban Ostojich   |
| Montevideo City | 1:3 | Rentistas           | Charrúa            | 29 de agosto | 17:30 | Federico Modernell |
| Liverpool       | 1:2 | Defensor Sporting   | Belvedere          | 30 de agosto | 10:00 | Leodán González    |
| Cerro           | 1:2 | Danubio             | Luis Tróccoli      | 30 de agosto | 12:30 | Andrés Matonte     |
| Progreso        | 1:2 | Boston River        | Abraham Paladino   | 30 de agosto | 15:00 | Yimmy Álvarez      |
| Cerro Largo     | 2:1 | River Plate         | Antonio Ubilla     | 30 de agosto | 17:15 | Daniel Fedorczuk   |
| Peñarol         | 0:2 | Wanderers           | Campeón del Siglo  | 30 de agosto | 20:15 | Christian Ferreyra |

| Cerro Largo         | 1:1 | Montevideo City   | Antonio Ubilla              | 4 de septiembre | 17:00 | Leodán González  |
| Rentistas           | 2:1 | Plaza Colonia     | Complejo Rentistas          | 5 de septiembre | 12:30 | Fernando Falce   |
| Wanderers           | 0:2 | River Plate       | Parque Alfredo Víctor Viera | 5 de septiembre | 15:00 | Andrés Matonte   |
| Peñarol             | 3:2 | Liverpool         | Campeón del Siglo           | 5 de septiembre | 17:30 | Diego Dunajec    |
| Boston River        | 0:0 | Fénix             | Centenario                  | 6 de septiembre | 12:30 | Daniel Fedorczuk |
| Danubio             | 0:0 | Defensor Sporting | Jardines del Hipódromo      | 6 de septiembre | 15:00 | Esteban Ostojich |
| Deportivo Maldonado | 1:0 | Progreso          | Domingo Burgueño Miguel     | 6 de septiembre | 17:15 | Nicolás Vignolo  |
| Nacional            | 5:1 | Cerro             | Gran Parque Central         | 6 de septiembre | 20:15 | Diego Riveiro    |

| Plaza Colonia     | 1:3 | Cerro Largo         | Parque Juan Prandi | 9 de septiembre  | 10:00 | Esteban Ostojich   |
| Progreso          | 2:2 | Rentistas           | Abraham Paladino   | 9 de septiembre  | 12:15 | Leodán González    |
| River Plate       | 0:0 | Peñarol             | Parque Saroldi     | 9 de septiembre  | 15:15 | Jonathan Fuentes   |
| Montevideo City   | 2:1 | Wanderers           | Charrúa            | 9 de septiembre  | 17:30 | Daniel Fedorczuk   |
| Fénix             | 1:0 | Deportivo Maldonado | Parque Capurro     | 10 de septiembre | 12:30 | Pablo Giménez      |
| Liverpool         | 2:1 | Danubio             | Belvedere          | 10 de septiembre | 15:00 | Santiago Motta     |
| Cerro             | 2:1 | Boston River        | Luis Tróccoli      | 10 de septiembre | 17:15 | Christian Ferreyra |
| Defensor Sporting | 1:1 | Nacional            | Luis Franzini      | 10 de septiembre | 20:15 | Andrés Matonte     |

| Progreso            | 1:2 | Cerro Largo       | Abraham Paladino            | 12 de septiembre | 15:00 | Adrián Pereira     |
| Wanderers           | 1:2 | Plaza Colonia     | Parque Alfredo Víctor Viera | 12 de septiembre | 17:15 | Daniel Rodríguez   |
| Peñarol             | 0:0 | Montevideo City   | Campeón del Siglo           | 12 de septiembre | 20:15 | Andrés Matonte     |
| River Plate         | 1:2 | Liverpool         | Parque Saroldi              | 13 de septiembre | 10:30 | Diego Riveiro      |
| Boston River        | 1:1 | Defensor Sporting | Centenario                  | 13 de septiembre | 12:45 | Pablo Giménez      |
| Rentistas           | 1:1 | Fénix             | Complejo Rentistas          | 13 de septiembre | 15:00 | Christian Ferreyra |
| Deportivo Maldonado | 1:0 | Cerro             | Domingo Burgueño Miguel     | 13 de septiembre | 17:15 | Yimmy Álvarez      |
| Nacional            | 2:0 | Danubio           | Gran Parque Central         | 13 de septiembre | 20:15 | Jonathan Fuentes   |

| Plaza Colonia     | 1:3 | Peñarol             | Parque Juan Prandi     | 19 de septiembre | 15:00 | José Burgos      |
| Cerro Largo       | 0:0 | Fénix               | Antonio Ubilla         | 19 de septiembre | 17:30 | Jonathan Fuentes |
| Defensor Sporting | 4:2 | Deportivo Maldonado | Luis Franzini          | 19 de septiembre | 19:45 | Daniel Fedorczuk |
| Danubio           | 2:2 | Boston River        | Jardines del Hipódromo | 20 de septiembre | 13:00 | Andrés Matonte   |
| Progreso          | 3:0 | Wanderers           | Abraham Paladino       | 20 de septiembre | 15:15 | Nicolás Vignolo  |
| Cerro             | 1:0 | Rentistas           | Luis Tróccoli          | 20 de septiembre | 17:30 | Daniel Rodríguez |
| Montevideo City   | 1:0 | River Plate         | Charrúa                | 20 de septiembre | 19:45 | Santiago Motta   |
| Liverpool         | 1:3 | Nacional            | Belvedere              | 3 de octubre     | 15:30 | Daniel Rodríguez |

| Deportivo Maldonado | 0:0 | Danubio           | Domingo Burgueño            | 5 de octubre | 21:15 | Pablo Giménez      |
| River Plate         | 1:1 | Plaza Colonia     | Parque Saroldi              | 6 de octubre | 15:00 | Federico Modernell |
| Peñarol             | 2:1 | Progreso          | Campeón del Siglo           | 6 de octubre | 18:00 | Diego Riveiro      |
| Wanderers           | 1:2 | Fénix             | Parque Alfredo Víctor Viera | 6 de octubre | 20:15 | José Burgos        |
| Rentistas           | 2:0 | Defensor Sporting | Rentistas                   | 7 de octubre | 13:30 | Jonathan Fuentes   |
| Boston River        | 1:1 | Nacional          | Abraham Paladino            | 7 de octubre | 16:00 | Diego Dunajec      |
| Cerro Largo         | 2:1 | Cerro             | Antonio Ubilla              | 7 de octubre | 18:15 | Fernando Falce     |
| Montevideo City     | 2:1 | Liverpool         | Charrúa                     | 7 de octubre | 20:30 | Antonio García     |

| Progreso          | 1:2 | River Plate         | Abraham Paladino       | 10 de octubre | 12:30 | Diego Dunajec    |
| Fénix             | 0:0 | Peñarol             | Parque Capurro         | 10 de octubre | 15:30 | Pablo Giménez    |
| Cerro             | 1:1 | Wanderers           | Luis Tróccoli          | 10 de octubre | 20:30 | Adrián Pereira   |
| Liverpool         | 3:2 | Boston River        | Belvedere              | 11 de octubre | 10:15 | Santiago Motta   |
| Nacional          | 1:1 | Deportivo Maldonado | Gran Parque Central    | 11 de octubre | 15:30 | Diego Riveiro    |
| Danubio           | 1:1 | Rentistas           | Jardines del Hipódromo | 11 de octubre | 15:30 | Yimmy Álvarez    |
| Plaza Colonia     | 1:1 | Montevideo City     | Parque Juan Prandi     | 11 de octubre | 15:30 | Nicolás Vignolo  |
| Defensor Sporting | 2:0 | Cerro Largo         | Luis Franzini          | 11 de octubre | 15:30 | Daniel Rodríguez |

## Goleadores
| Jugador                                             | Club          | Goles | PJ | GPP  |
| --------------------------------------------------- | ------------- | ----- | -- | ---- |
| Gonzalo Bergessio                                   | Nacional      | 12    | 12 | 1    |
| Enzo Borges                                         | Cerro Largo   | 8     | 14 | 0.57 |
| David Terans                                        | Peñarol       | 7     | 13 | 0.53 |
| Álvaro Fernández                                    | Plaza Colonia | 5     | 12 | 0.41 |
| Agustín Ocampo                                      | Liverpool     | 5     | 14 | 0.35 |
| Última actualización: 9 de octubre de 2020. Fuente: |               |       |    |      |